# EOP-zemljišna knjiga
EOP-zemljišna knjiga u hrvatskom zemljišnoknjižnom sustavu označava evidenciju vođenu elektroničkom obradom podataka o pravnom stanju nekretnina mjerodavnom za pravni promet, a sastoji se od katastarskih podataka o obliku, površini i izgrađenosti zemljišta, te podataka zemljišnoknjižnoga suda o pravnom stanju zemljišta pohranjenih u bazu zemljišnih podataka. Baza zemljišnih podataka nastaje objedinjavanjem kompujutoriziranih podataka iz EOP katastra nekretnina i EOP-zemljišne knjige, na jedinstvenom mjestu i na razini cijele Republike Hrvatske.

## Poveznice
- Zemljišne knjige

## Vanjske poveznice
- Pregled zemljišnih knjiga